# アレクサンダー・カートライト
アレクサンダー・ジョイ・カートライト・ジュニア（Alexander Joy Cartwright Jr.、1820年4月17日 - 1892年7月12日）は、アメリカ合衆国の19世紀の野球選手であり、ニューヨークのニッカーボッカー・ベースボール・クラブの創設者である。現代の野球のルールの制定者であるとみなされ、「野球の父」とも呼ばれている。
現代の野球のルールは、1845年にカートライトとニッカーボッカーズの委員会が制定した「ニッカーボッカー・ルール」が元になっていると、長らく信じられてきた。しかし、その後の研究により、このシナリオが疑問視されるようになった。アブナー・ダブルデイが1838年にクーパーズタウンで野球を発明したという神話は、後に否定された。
野球の先駆的な貢献者として、死の46年後にアメリカ野球殿堂入り。1953年6月3日、アメリカ合衆国第83議会においてカートライトが近代野球の発明者であると正式に宣言されたとされているが、野球の発展に対するカートライトの役割の重要性については異論もある。

## 若年期
1820年4月17日にニューヨークで生まれた。父は船長兼商人のアレクサンダー・カートライト・シニア（1784年 - 1855年）であり、カートライト家には7人の子供がいた。カートライトの先祖に当たるトーマス・カートライトは、ノーサンプトンシャー州の地主であり、トーリー党に所属して1695年から1748年まで下院議員を務めた。
1836年、16歳の時にウォール街の証券会社で事務員として働き始め、その後銀行の事務員になった。また、ボランティアの消防団員でもあり、最初はオセアナ・ホース・カンパニー36分団に、その後ニッカーボッカー・エンジン・カンパニー12分団に所属していた。勤務時間外にはマンハッタンの通りで、他の消防団員らとバットを使った球技を楽しんでいた。
1845年に務めていた銀行が焼失し、失業。兄弟のアルフレッドとともにウォール街で本屋を開業した。

## ニッカーボッカー・ベースボール・クラブ

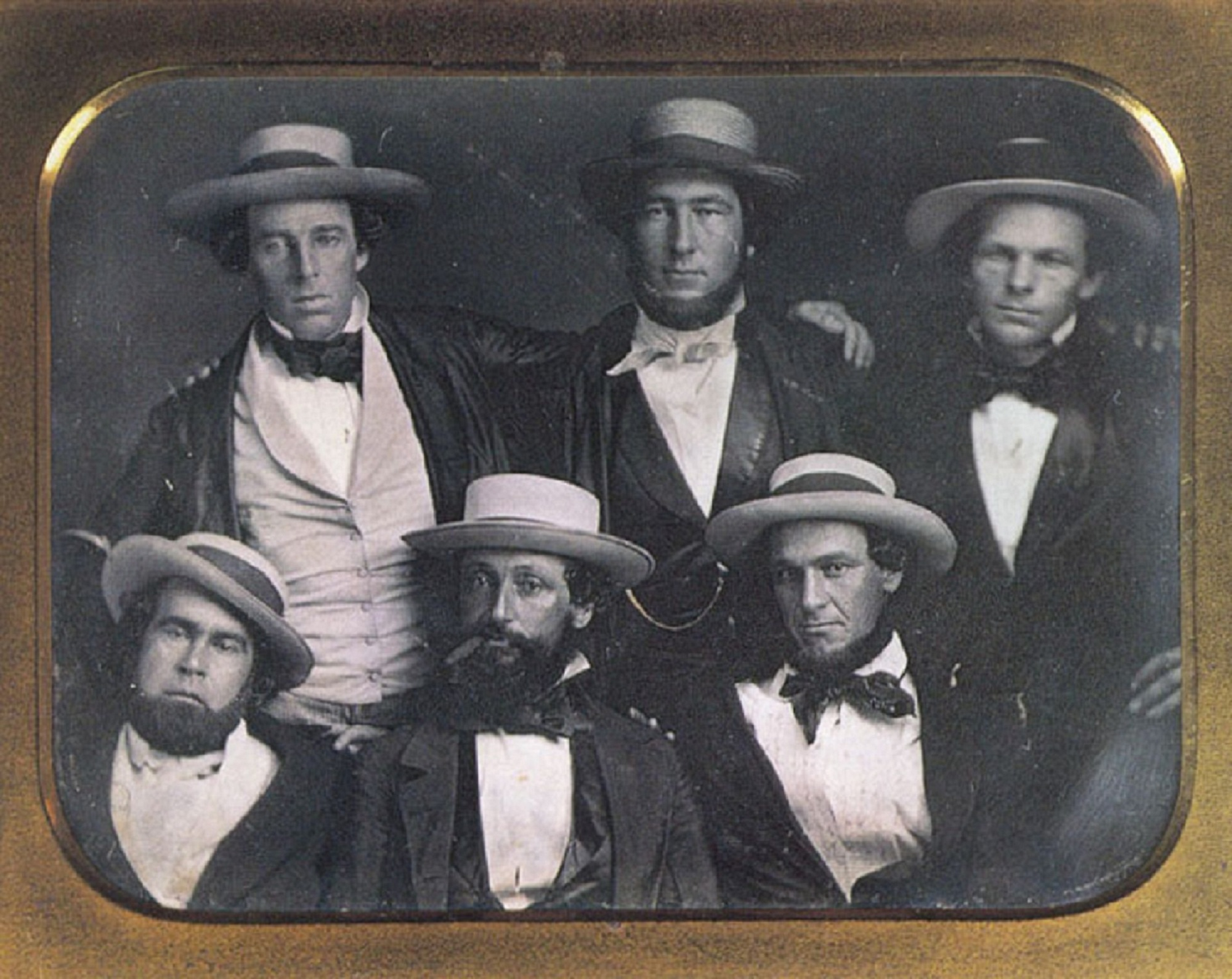
ニッカーボッカーズのメンバー（1847年頃）。後列中央がカートライトとされるが、異説もある。

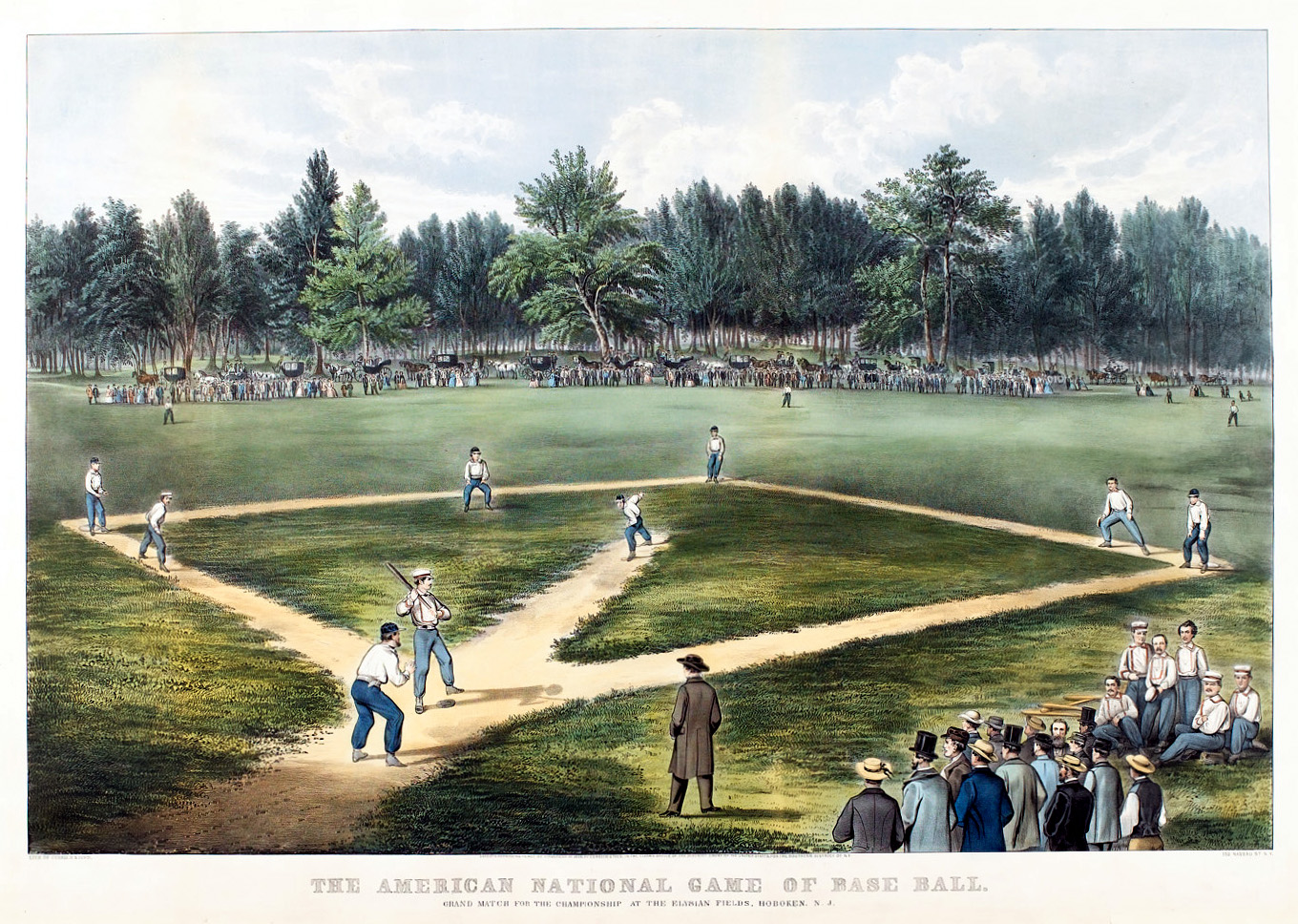
ニュージャージー州ホーボーケンのエリシアン・フィールドで行われれた初期の野球の試合の様子（キュリアー・アンド・アイブス作のリトグラフ）

「ゴッサム・ベースボール・クラブ」(Gotham Base Ball Club)に所属。ゴッサムクラブでプレイされていたのは、バットを使った球技の一種で、一般には「タウンボール」や「ラウンドボール」と呼ばれるものであるが、ニューヨークではこれを「ベースボール」と呼んでいた。イギリスのラウンダーズに似ているが、同一ではない。最も初期に設立されたベースボールクラブの一つであり、4番街27丁目のグランドを活動拠点としていた。
1837年、チームのメンバーの一人であるウィリアム・ウィートンが、この球技をより複雑にし、大人でも楽しめるようにするためのルールを策定。
1842年に、ニッカーボッカー・ベースボール・クラブの設立を主導。メンバーはゴッサム・ベースボール・クラブを退団した選手を中心としており、クラブの名称はカートライトが所属する消防団の名前からつけられたものである。
1845年、ニッカーボッカークラブの委員会は、ゴッサムのルールをベースにした新しいルール（いわゆるニッカーボッカー・ルール）を策定した。主な改訂点は、ファウルゾーンの導入、走者にボールを当ててアウトにする行為の禁止などである。
このルール策定にカートライトは参加していないが、クラブのオーナーであったカートライトが制定したものと誤って認識され、塁を等間隔に置くこと、打者1人につき三振でアウトになること、1チーム9人とすることなどもカートライトが決めたものとされていた。
しかし、現代の研究ではニッカーボッカー・ルールの独自性は疑問視されている。ニッカーボッカークラブ以前のニューヨークのベースボールクラブに関する情報、特に1837年にウィートンが制定したゴッサムクラブのルールの存在が明らかになったためである。野球史研究家のジェフリー・キッテルは、ニッカーボッカー・ルールは、（3アウトで1イニングとするルールを除いて）いずれも独自のものではないと結論付けている。MLBの公認歴史研究家ジョン・ソーンは、「野球殿堂に飾られている（カートライトの）銘板の内容は全てが誤りである。アレックス・カートライトはベースラインを90フィートに設定したり、1チーム9人にしたり、1試合を9イニングにしたりはしていない」と書かれている。
ニッカーボッカー・ルールによる初の公式の試合は、1846年6月19日にニュージャージー州ホーボーケンのエリシアン・フィールドで行われれた。この試合ではニッカーボッカークラブと「ニューヨークナイン」（おそらくゴッサムクラブと同一のチーム）が対戦し、1対23でニッカーボッカークラブは敗れた。

## 晩年

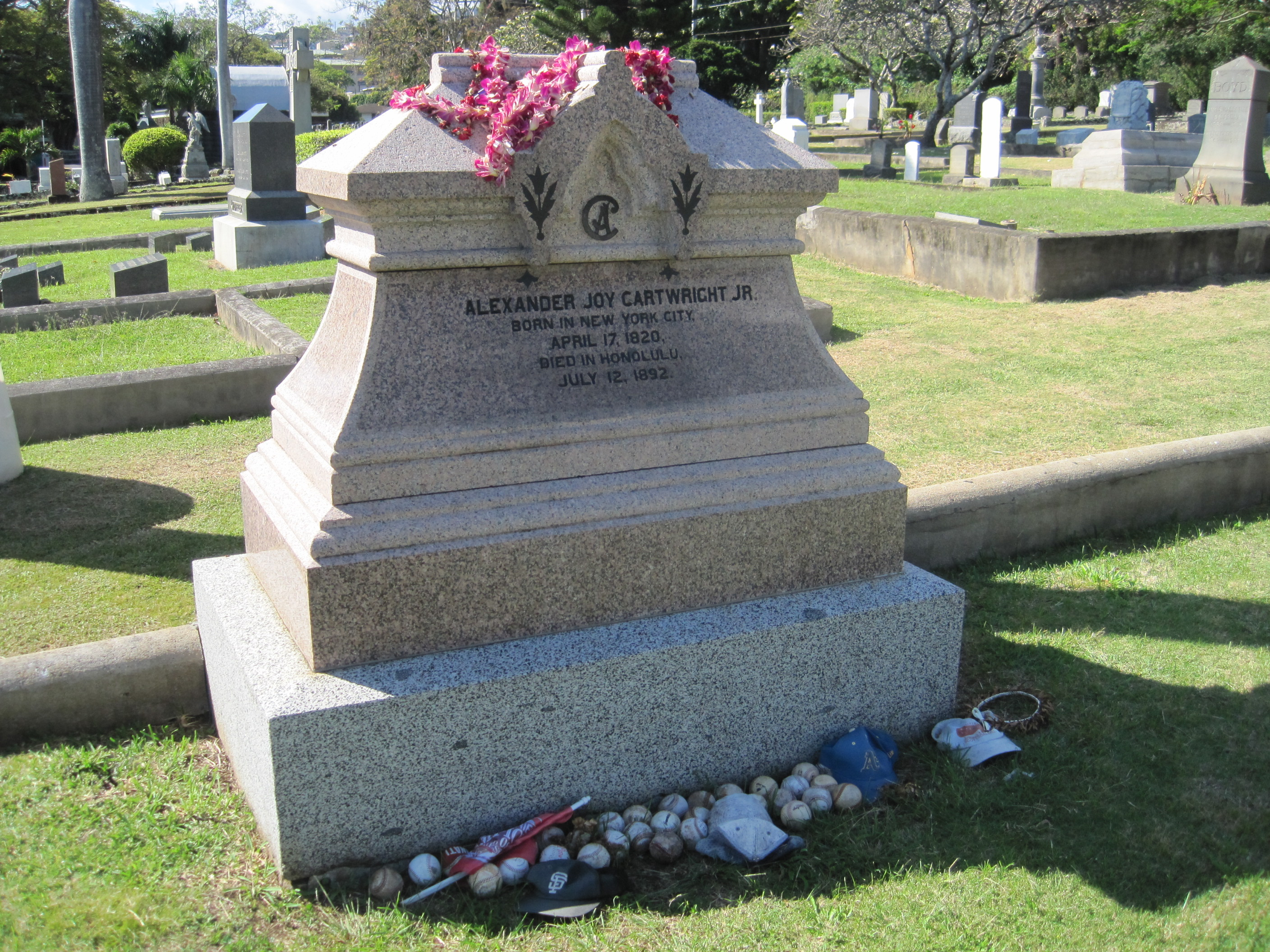
ホノルルのオアフ墓地にあるカートライトの墓石

1849年にゴールドラッシュに沸くカリフォルニア州へ移り、その後はハワイ王国に移り住んだ。1851年には、本土に残っていた家族をハワイに呼び寄せた。当時の家族は、妻のエリザ・ヴァン・ウィー、息子のデウィット（1843 - 1870年）、娘のメアリー（1845 - 1869年）とキャサリン（ケイト）・リー（1849 - 1851年）である。ハワイに移ってからは息子のブルース（1853 - 1919年）とアレクサンダー・ジョイ・カートライト3世（1855 - 1921年）が生まれた。
1852年にオアフ島のマキキ・フィールドに野球場を建設したと主張する2次資料もあるが、モニカ・ヌチアローネによれば、ホノルルでは1866年まで近代的な野球は知られておらず、カートライトの存命中に、彼がハワイにおける野球の創始者であるという宣言や記録はないと述べている。

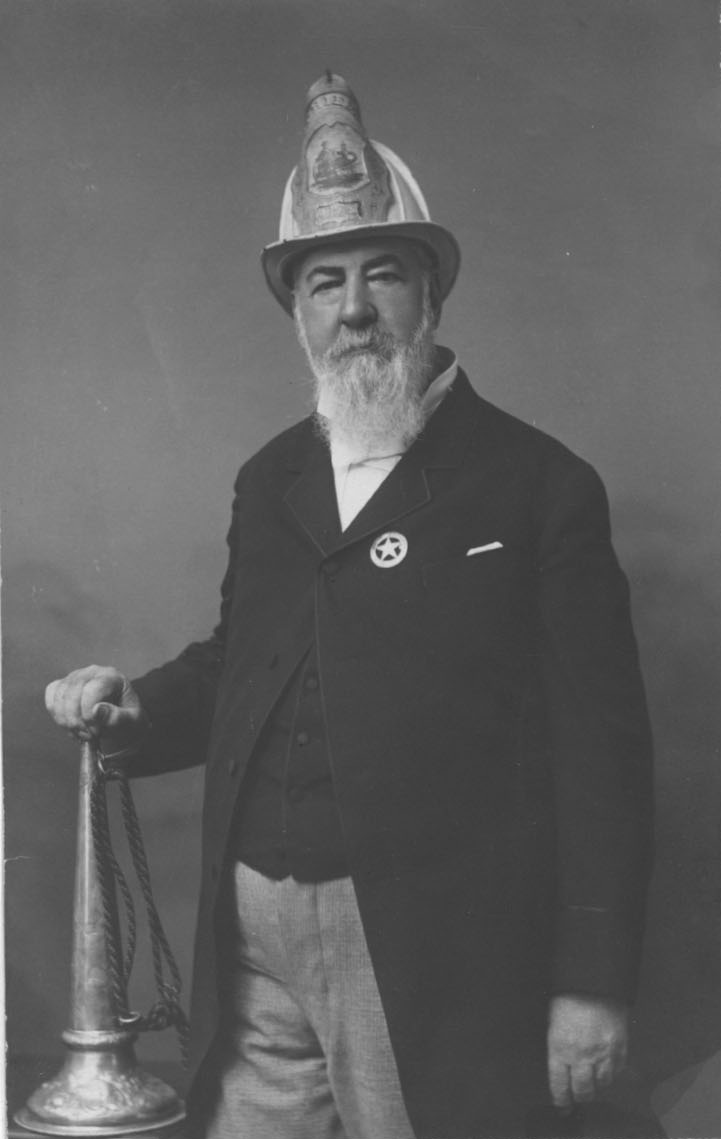
消防署長在任中の晩年のカートライト

1850年から1863年6月30日まで、ホノルルの消防署長を務めた。また、カラカウア王と王妃エマの顧問であった。
1892年7月12日にホノルルで死去。その6か月後、ハワイの王政が廃止された。カートライトの息子のアレクサンダー3世のプナホウ・スクールでの同級生で、一緒に野球をした人物の中に王政打倒のメンバーの一人のロリン・A・サーストンがいる。カートライトの遺体はオアフ墓地に埋葬された。

## 死後

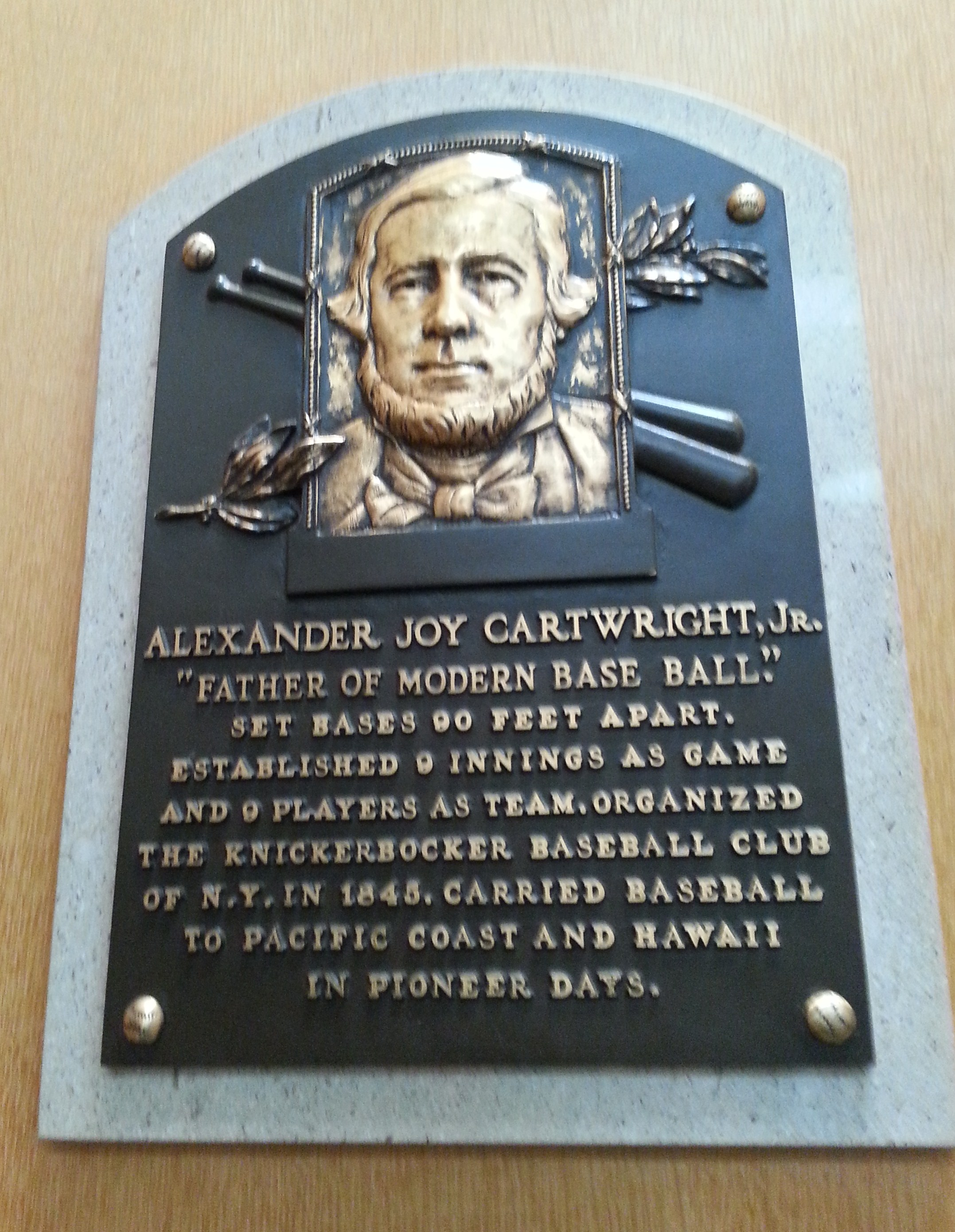
アメリカ野球殿堂のカートライトの銘板

約20年に渡る議論の末、1907年にミルズ委員会は、野球の発明者はアブナー・ダブルデイであると結論付けたが、一部の野球史家はその結論に反論した。
カートライトは1938年にアメリカ野球殿堂に殿堂入り。
ニューヨークの図書館司書ロバート・W・ヘンダーソンは、1947年の著書"Bat, Ball, and Bishop"の中で、カートライトの野球への貢献について記述している。カートライトが初期の野球の発展において何らかの役割を果たしたことに疑いはないが、野球史家の中には、ヘンダーソンらがカートライトの役割を誇張していると指摘する者もいる。その主張によれば、カートライトこそ「真の」野球の発明者だと喧伝するのは、ダブルデイ説に対抗するために、それに代わる個人を見つけようとした結果であるという。
1973年、ハロルド・パターソンによるカートライトの伝記"The Man Who Invented Baseball"（野球を発明した男）が出版された。2009年には、カートライトの伝記が2冊出版された。ジェイ・マーティンの"Live All You Can: Alexander Joy Cartwright & the Invention of Modern Baseball"（全力で生きろ: アレクサンダー・ジョイ・カートライトと近代野球の発明）は、カートライトを野球の発明者だとする立場で書かれている。一方、モニカ・ヌチアローネの"Alexander Cartwright: The Life Behind the Baseball Legend"（アレクサンダー・カートライト: 野球の伝説の背後の人生）は、カートライトは野球の先駆者の一人ではあるが、唯一の創始者ではないと主張している。
2004年、ニッカーボッカークラブ初代副会長ウィリアム・ウィートンの新聞インタビューが発見された。その内容は、従来唱えられていたカートライトの初期の野球に対する重要性を否定するものだった。ウィートンは、ニッカーボッカー・ルールの大半は、ニッカーボッカークラブ創設以前にゴッサムクラブで開発されたものだと述べていた。
1938年、カートライトが建設したものとされていたホノルルのマキキ・フィールドが「カートライト・フィールド」に改称された。また、ハワイ州の高校野球の年間チャンピオンには「カートライト・カップ」が授与される。